# آلباتروس جی. ۲
آلباتروس جی. ۲ (به انگلیسی: Albatros_J.II) یک هواگرد از نوع هواگرد حمله زمینی ساخت شرکت آلباتروس فلوکتسایک‌ورک در آلمان است.